# Pace (nome)
Pace  è un nome proprio di persona italiano maschile e femminile.

## Varianti
- Maschili: Pacio[1]
  - Alterati: Pacino[1]

### Varianti in altre lingue
Femminili
- Inglese: Peace[4]
- Spagnolo: Paz[5]

## Origine e diffusione

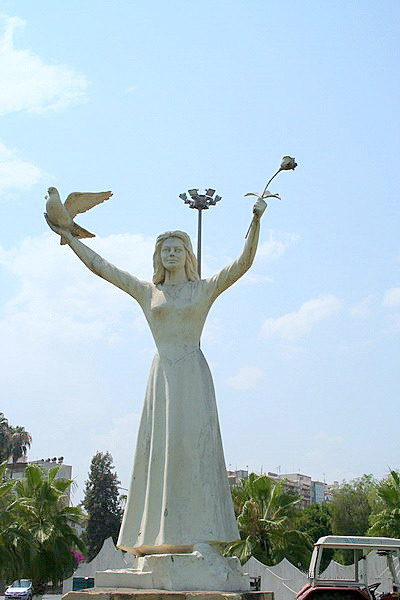
Una statua raffigurante un'allegoria della pace a Mersin, Turchia

Nome augurale di scarsa diffusione, usato sia al maschile sia al femminile; dal significato piuttosto evidente, riprende il termine italiano "pace" (in riferimento sia al suo valore laico sia a quello religioso), derivante dal latino pax, pacis. Etimologicamente, è legato al nome Pacifico, mentre dal punto di vista semantico è affine ai nomi Barış, Frida, Mira, Irene e Salomè.
Il suo uso in italiano è in parte di tradizione israelitica, in quanto veniva usato come traduzione di shalom. In inglese, dallo stesso vocabolo latino è derivato il termine peace (sempre "pace"), anch'esso ripreso occasionalmente come nome femminile; inoltre, sempre in inglese esiste anche il raro nome maschile Pace, ripreso dall'omonimo cognome inglese, anch'esso derivante dalla medesima radice latina. In spagnolo è presente invece il nome femminile Paz, che riflette generalmente la devozione verso la Madonna come "Regina della Pace".

## Onomastico
L'onomastico si può festeggiare il 1º novembre, in occasione di Ognissanti, poiché il nome è privo di santo patrono.

## Persone

### Maschile
- Pace Gaggini, scultore svizzero
- Pace Mannion, cestista statunitense
- Pace Pace, pittore italiano
- Pace Pasini, poeta e scrittore italiano

### Variante femminile Paz

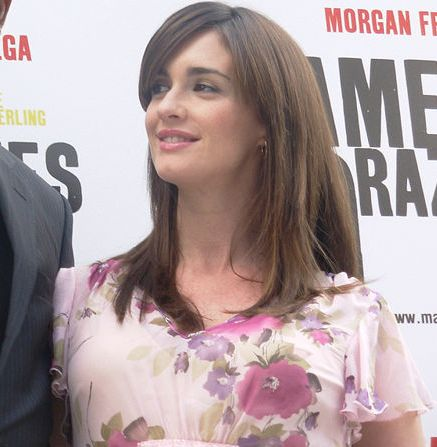
Paz Vega

- Paz de la Huerta, attrice e modella statunitense
- Paz Lenchantin, bassista argentina naturalizzata statunitense
- Paz Vega, attrice e modella spagnola

## Il nome nelle arti
- Paz Ortega Andrade è un personaggio della serie di videogiochi Metal Gear.